# 소르보스
소르보스(영어: sorbose)는 6개의 탄소 원자가 포함된 단당류이고, 케톤기를 가지고 있는 케토스이며, 화학식은  C6H12O6이다. 소르보스는 설탕과 맞먹는 단맛이 난다. 소르보스는 종종 비타민 C(아스코르브산)의 상업적 생산에 이용된다. 자연계에서 생성되는 소르보스의 입체배치는 L-소르보스이다.
| D-소르보스의 구조  | D-소르보스의 구조  | D-소르보스의 구조  |
| 골격 구조식        | 하워드 투영식      | 하워드 투영식      |
| ------------------ | ------------------ | ------------------ |
|                    | α-D-소르보푸라노스 | β-D-소르보푸라노스 |
| α-D-소르보피라노스 | β-D-소르보피라노스 |                    |

## 같이 보기
- 글루코스
- 프럭토스
- 갈락토스